# فيليب هارت
فيليب هارت (12 يناير 1947 - ) (بالإنجليزية: Philip Hart)‏ هو لاعب كريكت بريطاني.